# 凯娅·穆斯托宁
凯娅·穆斯托宁（芬蘭語：Kaija Mustonen，1941年8月4日—），芬兰前女子速度滑冰运动员。她曾代表芬兰在冬季奥运会速度滑冰比赛中获得1枚金牌、2枚银牌和1枚铜牌。